# Aparecida do Rio Negro
Aparecida do Rio Negro là một đô thị thuộc bang Tocantins, Brasil. Đô thị này có diện tích 1160,363 km², dân số năm 2007 là 4018 người, mật độ 3,46 người/km².